# Kispest vasútállomás
A Kispest vasútállomás egy budapesti vasútállomás, melyet a MÁV üzemeltet. A történelmi Kispest keleti szélén helyezkedik el, a XIX. kerületi Hofherr Albert utca és a XVIII. kerületi Liszt Ferenc utca által közrefogott területen, a környék legforgalmasabb útvonalának számító Üllői út szintbeli vasúti kereszteződésétől mintegy 400 méterre délnyugatra.

## Áthaladó vasútvonalak
- Budapest–Lajosmizse–Kecskemét-vasútvonal (142)

## Környező, vasút által kiszolgált ipari létesítmények

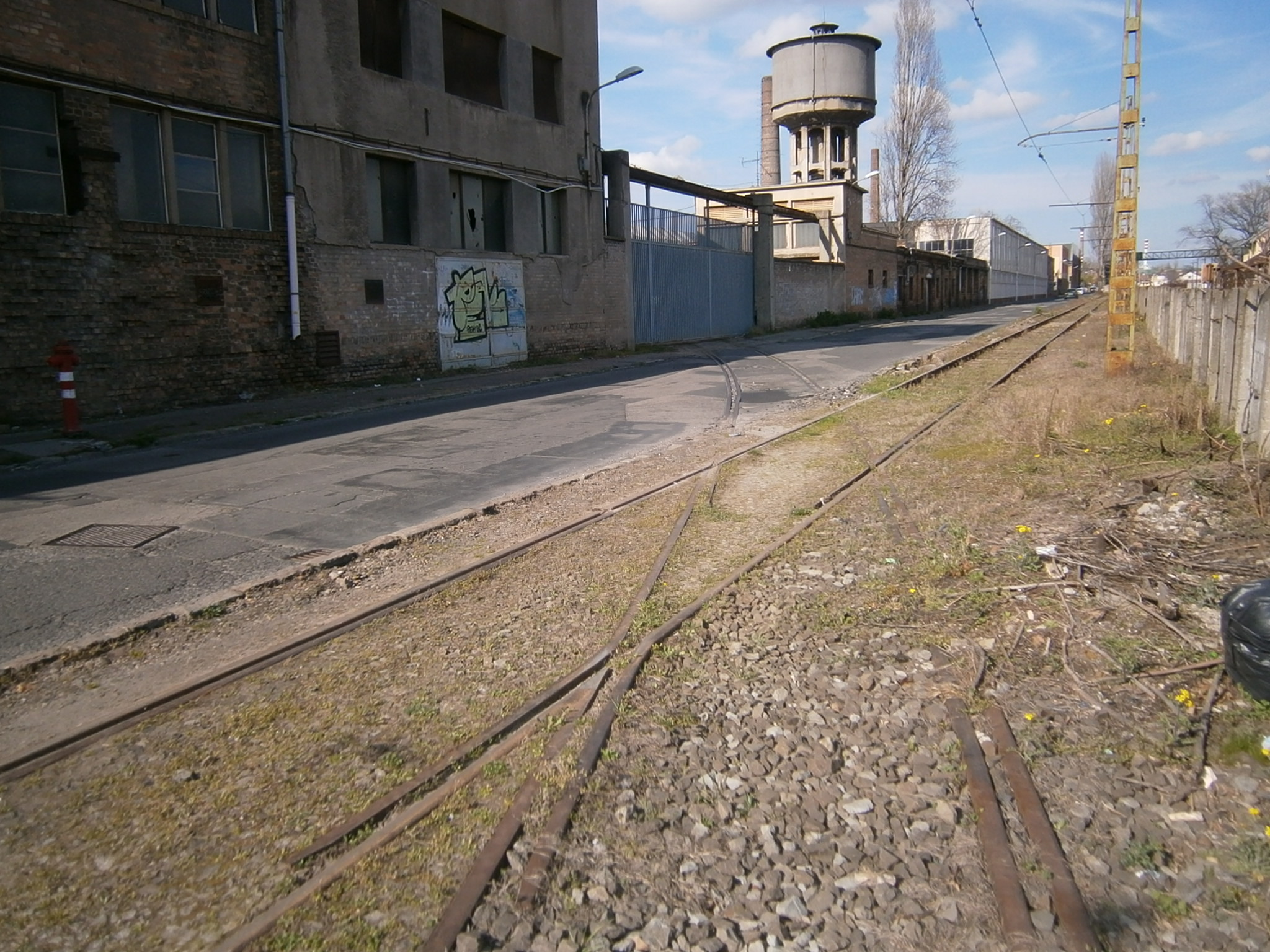
A Vörös Csillag Traktorgyárba vezető iparvágány

Korábban jelentős teherforgalom zajlott a sokvágányos állomáson, hiszen iparvágány-kapcsolata volt 2 szomszédos nagyipari létesítménnyel:
- Vörös Csillag Traktorgyár (Hofherr Albert utcánál)
- Dunaferr Lőrinci Hengermű (Hengersor utcánál)

Ezenkívül az állomástól északra iparvágány vezetett a Kispesti Textilgyárba (Kártoló utcánál), délre pedig a Gránit Csiszolókorong- és Kőedénygyárba (Katona József utcánál).

## Megközelítés budapesti tömegközlekedéssel
- Busz:  93, 93A, 268

## Forgalom
| Járat | Útvonal | Gyakoriság                   |
| ----- | --- | ---------------------------- |
| S21   | Budapest-Nyugati – Zugló – Kőbánya alsó – Kőbánya-Kispest – Kispest – Pestszentimre felső – Pestszentimre – Gyál felső – Gyál – Felsőpakony – Ócsa – Inárcs-Kakucs – Dabas – (Gyón – Hernád – Örkény – Táborfalva – Felsőlajos – Lajosmizse – Lajosmizse alsó – Klábertelep – Felsőméntelek – Méntelek – Alsóméntelek – Nagynyír – Hetényegyháza – Úrihegy – Miklóstelep – Kecskemét-Máriaváros – Kecskemét alsó – Kecskemét) | Óránként                     |
| S21   | Ócsa → Felsőpakony → Gyál → Gyál felső → Pestszentimre → Pestszentimre felső → Kispest → Kőbánya-Kispest | Munkanapokon 2 Budapest felé |